# Sh2-121
Sh2-121 è una nebulosa a emissione visibile nella costellazione del Cigno.
Si individua nella parte settentrionale della costellazione, circa 6° a nordovest della brillante stella Deneb e a breve distanza da Sh2-120; il periodo più indicato per la sua osservazione nel cielo serale ricade fra i mesi di luglio e dicembre e, a causa della sua declinazione fortemente settentrionale, è notevolmente facilitata per osservatori posti nelle regioni dell'emisfero boreale terrestre.
Si presenta come una macchia chiara di forma ovale del diametro di appena un primo d'arco, situata in una regione galattica parzialmente oscurata da densi banchi di polveri; la sua distanza è stata stimata attorno ai 6300 parsec (20500 anni luce) dal sistema solare, coincidente con una regione remota sul bordo esterno del Braccio di Perseo. Uno studio del 1978 indica per questa e per la vicina Sh2-120 una distanza approssimativa di almeno 7500 parsec, affermando esplicitamente che, assieme a Sh2-127 e Sh2-128, farebbero parte di una struttura galattica esterna rispetto al Braccio di Perseo. Un'ulteriore stima effettuata nel 2003 riporta per questa nebulosa una distanza di 4500 parsec, nettamente inferiore alle precedenti stime, collocandola così all'interno del Braccio di Perseo. La responsabile dell'eccitazione dei gas potrebbe essere una stella blu di classe spettrale O8.5. Il catalogo Avedisova la inserisce in una regione di formazione stellare assieme alle sorgenti di radiazione infrarossa IRAS 21036+4927 e IRAS 21037+4933 e ad alcune sorgenti di onde radio.